# Любимец (община)
Любимец (болг. Община Любимец) — община в Болгарии. Входит в состав Хасковской области. Население составляет 11 137 человек (на 21.07.05 г.).

## Состав общины
В состав общины входят следующие населённые пункты:
1. Белица
2. Васково
3. Вылче-Поле
4. Георги-Добрево
5. Дыбовец
6. Йерусалимово
7. Лозен
8. Любимец
9. Малко-Градиште
10. Оряхово